# Ablon
Ablon är en kommun i departementet Calvados i regionen Normandie i norra Frankrike. Kommunen ligger i kantonen Honfleur som ligger i arrondissementet Lisieux. År 2022 hade Ablon 1 177 invånare.

## Befolkningsutveckling
Antalet invånare i kommunen Ablon
Referens: INSEE